# 皮爾海峽

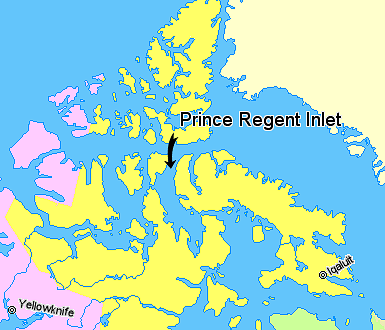
Peel Sound is the next inlet west of Prince Regent Inlet

皮爾海峽（英語：Peel Sound）是加拿大的海峽，位於北冰洋海域，由努納武特基吉柯塔魯克地區負責管轄，長230公里，將西面的威爾斯親王島和東面的薩莫塞特島相隔，北接帕里海峽，南臨富蘭克林海峽。
海峡内有几个已命名的岛屿，包括：洛克岛、维维安岛、普雷斯科特岛、潘多拉岛、奥特里克岛、巴特岛、德拉罗盖特岛和吉布森岛。

## 历史
1846 年，约翰·富兰克林爵士在一个异常温暖的夏季穿过该海峡，[需要引文]，因为皮尔湾通常会结冰。詹姆斯·克拉克·罗斯 (James Clark Ross)于 1849 年追踪到了它的东侧。[需要引用] 1858 年，弗朗西斯·利奥波德·麦克林托克 (Francis Leopold McClintock)试图穿过它，但被冰块挡住了
73°00′N 096°30′W / 73.000°N 96.500°W